# كانونز بارك (محطة مترو أنفاق لندن)
كانونز بارك (بالإنجليزية: Canons Park)‏ هي إحدى محطات مترو أنفاق لندن. تقع على خط جوبيلي افتتحت في المنطقة (Zone) رقم 5 افتتحت في 10 ديسمبر 1932.